# Kentucky Derby 1937
Kentucky Derby 1937 var den sextiotredje upplagan av Kentucky Derby. Löpet reds den 8 maj 1937 över 1 1⁄4 miles (2 012 m). Löpet vanns av War Admiral som reds av Charles Kurtsinger och tränades av George Conway.
20 hästar deltog i löpet. Segrande War Admiral blev sedermera den fjärde hästen att ta titeln Triple Crown.

## Resultat
| P  | Häst           | Jockey              | Tränare              | Ägare                                       | Tid      |
| -- | -------------- | ------------------- | -------------------- | ------------------------------------------- | -------- |
| 1  | War Admiral    | Charles Kurtsinger  | George Conway        | Glen Riddle Farm                            | 2:03 1/5 |
| 2  | Pompoon        | Harry C. Richards   | Cyrus Field Clarke   | Jerome Louchheim                            |          |
| 3  | Reaping Reward | Alfred M. Robertson | Robert V. McGarvey   | Milky Way Farm Stable                       |          |
| 4  | Melodist       | Johnny Longden      | James E. Fitzsimmons | Wheatley Stable                             |          |
| 5  | Sceneshifter   | James Stout         | Earl Sande           | Maxwell Howard                              |          |
| 6  | Heelfly        | Wayne D. Wright     | Jack R. Pryce        | Three D's Stock Farm                        |          |
| 7  | Dellor         | Basil James         | John M. Goode        | James W. Parrish                            |          |
| 8  | Burning Star   | Charles Parke       | John J. Greely Sr.   | Shandon Farm (Patrick A. & Richard J. Nash) |          |
| 9  | Court Scandal  | Earl Steffen        | Walter Burrows       | Townsend B. Martin                          |          |
| 10 | Clodion        | Irving Anderson     | Walter A. Carter     | Walter A. Carter                            |          |
| 11 | Fairy Hill     | Maurice Peters      | Richard E. Handlen   | Foxcatcher Farms                            |          |
| 12 | Merry Maker    | Hilton Dabson       | Willie A. Shea       | Miss E. G. Rand                             |          |
| 13 | No Sir         | Hubert Leblanc      | Mary Hirsch          | Mary Hirsch                                 |          |
| 14 | Grey Gold      | Joseph Rosen        | George R. Miller     | Edward W. Duffy                             |          |
| 15 | Military       | Charles Corbett     | Robert V. McGarvey   | Milky Way Farm Stable                       |          |
| 16 | Sunset Trail   | Robert Dotter       | George Walsh         | Raoul Walsh                                 |          |
| 17 | Fencing        | Jack Westrope       | Earl Sande           | Maxwell Howard                              |          |
| 18 | Bernard F.     | Lee Hardy           | Al Miller            | Isaac Jacob Collins                         |          |
| 19 | Sir Damion     | Edward Yager        | George M. Odom       | Marshall Field III                          |          |
| 20 | Billionaire    | George Woolf        | Herbert J. Thompson  | Edward R. Bradley                           |          |

Segrande uppfödare: Samuel D. Riddle (KY)